# Loch Lomond (Virginia)
Loch Lomond es un lugar designado por el censo en el  condado de Prince William, Virginia  (Estados Unidos). Según el censo de 2010 tenía una población de 3.701 habitantes.

## Demografía
Según el censo del 2000, Loch Lomond tenía 3.411 habitantes, 1048 viviendas, y 865 familias. La densidad de población era de 1.804,1 habitantes por km².
De las 1048 viviendas en un 40,4%  vivían niños de menos de 18 años, en un 69,6%  vivían parejas casadas, en un 8,2% mujeres solteras, y en un 17,4% no eran unidades familiares. En el 13,1% de las viviendas  vivían personas solas el 3,9% de las cuales correspondía a personas de 65 años o más que vivían solas. El número medio de personas viviendo en cada vivienda era de 3,25 y el número medio de personas que vivían en cada familia era de 3,51.
Por edades la población se repartía de la siguiente manera: un 29,3% tenía menos de 18 años, un 7,6% entre 18 y 24, un 31,5% entre 25 y 44, un 23,9% de 45 a 60 y un 7,6% 65 años o más.
La edad media era de 35 años.  Por cada 100 mujeres de 18 o más años  había 104,1 hombres.
La renta media por vivienda era de 69.674$ y la renta media por familia de 70.970$. Los hombres tenían una renta media de 40.177$ mientras que las mujeres 34.402$. La renta per cápita de la población era de 21.604$. El 6,2% de las familias y el 7,3% de la población estaban por debajo del umbral de pobreza.

## Localidades adyacentes
El siguiente diagrama muestra a las localidades más próximas a Loch Lomond.